# Ярославская митрополия
Ярославская митрополия — митрополия Русской православной церкви, образованная в пределах Ярославской области. Объединяет Ярославскую, Рыбинскую и Переславскую епархии.

## История
Митрополия образована 15 марта 2012 года решением Священного синода Русской православной церкви. Главой митрополии назначен правящий архиерей Ярославской епархии.

### Митрополиты
- Пантелеимон (Долганов) (15 марта 2012 — 26 декабря 2019)
- Вадим (Лазебный) (с 26 декабря 2019)

## Епархии

### Ярославская епархия
Объединяет приходы в границах городского округа Ярославль, а также Гаврилов-Ямский, Некрасовский, Ростовский и Ярославский районов.
Правящий архиерей — митрополит Ярославский и Ростовский Вадим (Лазебный). Приходов — 141.

### Рыбинская епархия
Объединяет приходы в границах городского округа Рыбинск, а также Брейтовского, Даниловского, Любимского, Некоузского, Первомайского (Пречистенского), Пошехонского, Рыбинского и Тутаевского районов.
Правящий архиерей — епископ Рыбинский и Романово-Борисоглебский Вениамин (Лихоманов). Приходов — 119.

### Переславская епархия
Объединяет приходы в границах городского округа Переславль-Залесский, а также Большесельского, Борисоглебского, Мышкинского, Переславского и Угличского районов.
Правящий архиерей — епископ Переславский и Угличский Феоктист (Игумнов).